# Выкомша
Выкомша — река в России, протекает на юго-западе Лешуконского района Архангельской области. Левый приток реки Вашка.
Длина реки составляет 51 км.
Течёт по лесной болотистой местности. Впадает в Вашку южнее села Усть-Чуласа Олемского сельского поселения.
Именованные притоки: Южная Пайта, Нырвожа, Лиственничная.

## Данные водного реестра
По данным государственного водного реестра России относится к Двинско-Печорскому бассейновому округу, водохозяйственный участок реки — Мезень от истока до водомерного поста у деревни Малонисогорская. Речной бассейн реки — Мезень.
Код объекта в государственном водном реестре — 03030000112103000048365.